# Aceuchal
Aceuchal je španělské město situované v provincii Badajoz (autonomní společenství Extremadura).

## Poloha
Nachází se mezi městy Villalba de los Barros a Almendralejo v okrese Tierra de Barros a soudním okrese Almendralejo. Od města Badajoz je vzdálené 57 km a od města Almendralejo 10 km. Je známo díky místnímu česneku.

## Historie
V roce 1594 tvořila obec část provincie León de la Orden de Santiago a čítala 499 obyvatel. Roku 1834 byla začleněna do soudního okresu Almendralejo. V roce 1842 obec čítala 760 domácností a 2890 obyvatel.

## Odkazy

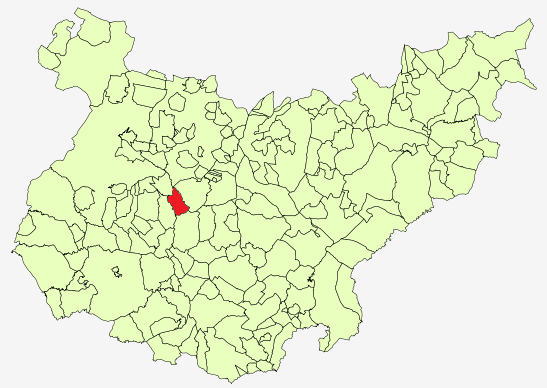
Poloha obce v provincii Badajoz

## Demografie
| Populace Aceuchalu z let (1842–2010) | Populace Aceuchalu z let (1842–2010) | Populace Aceuchalu z let (1842–2010) | Populace Aceuchalu z let (1842–2010) | Populace Aceuchalu z let (1842–2010) | Populace Aceuchalu z let (1842–2010) | Populace Aceuchalu z let (1842–2010) | Populace Aceuchalu z let (1842–2010) | Populace Aceuchalu z let (1842–2010) |
| ------------------------------------ | ------------------------------------ | ------------------------------------ | ------------------------------------ | ------------------------------------ | ------------------------------------ | ------------------------------------ | ------------------------------------ | ------------------------------------ |
| 1842                                 | 1857                                 | 1860                                 | 1877                                 | 1887                                 | 1897                                 | 1900                                 | 1910                                 | 1920                                 |
| 2 890                                | 3 967                                | 3 796                                | 3 785                                | 4 018                                | 4 431                                | 4 226                                | 4 317                                | 4 525                                |
| 1930                                 | 1940                                 | 1950                                 | 1960                                 | 1970                                 | 1981                                 | 1991                                 | 2001                                 | 2010                                 |
| 4 936                                | 5 384                                | 6 082                                | 5 556                                | 4 937                                | 4 799                                | 5 009                                | 5 249                                | 5 723                                |